# H.O.T (Nulbarichのアルバム)
『H.O.T』（ホット）は、日本のバンド、Nulbarichの2ndアルバム。2018年3月7日にビクターエンターテインメントからリリースされた。

## 概要
前作『Guess Who?』から約1年5か月ぶりのアルバムリリース作品。初回限定盤（CD+ライブ音源が収録されたCD）と、通常盤の2形態での発売。また初回限定盤はジャケットが黄色であるのに対し、通常盤は青色となっており、いずれもバンドのマスコットキャラクターであるナルバリくんがシルエットの状態で描かれている。
初回限定盤に付属されたCDには、昨年12月13日に行われたバンド初のワンマンツアー「Nulbarich 1st One-Man Tour "Change The Track"」の最終公演であるLIQUIDROOMで披露されたライブ音源が厳選された8曲が収録されている。
アルバムタイトルである「H.O.T」とは、ボーカルのJQ曰く「自分たちにとって今一番アツいアルバムという意味での「HOT」。そして「Hang On Tight」つまり「（まだまだ先を目指すから）しっかりついて来てね」という意味をかけている」「（後に行われる）ツアータイトルでもあり曲名でもある「ain’t on the map yet」でも示している通り「僕たちはまだ何もなし得ていない」という思いがあるので、この先に進むという意思表示をしたかった」と語っている。
今作でオリコンウィークリーチャートでバンド初のトップ10入りを果たした。

## 収録曲
1. H.O.T(Intro) [1:40]
2. It's Who We Are [5:02]
3. Almost There [4:18]
4. Zero Gravity [3:53]
5. Handcuffed [5:09]
6. In Your Pocket [3:50]
7. See You Later(Interlude) [1:36]
8. Supernova [3:38]
9. ain't on the map yet [4:32]
10. Follow Me [4:39]
11. Spellbound[4:11]
12. Construction(Interlude)[1:12]
13. Heart Like a Pool[4:23]

### 初回限定盤付属CD
1. It's Who We Are
2. Lipstick
3. Everybody Knows
4. Spread Butter On My Bread
5. On and On
6. Ordinary
7. NEW ERA
8. Follow Me